# Análisis volumétrico

Proceso de titulación. El valorante cae desde la pipeta en la solución de analito contenida en el matraz Erlenmeyer. Un indicador presente en la solución cambia permanentemente de color al alcanzar el punto final de la valoración.

La valoración o titulación es un método de análisis químico cuantitativo utilizado para determinar la concentración desconocida de una sustancia a partir de un reactivo de concentración conocida. Debido a que las medidas de volumen desempeñan un papel fundamental en las titulaciones, se le conoce también como análisis volumétrico o volumetría (titrimetry en inglés) e incluyen un gran número de poderosos procedimientos cuantitativos que se basan en medir la cantidad de un reactivo de concentración conocida que es consumido por un analito durante una reacción química o electroquímica.
En principio, las valoraciones pueden basarse en cualquier tipo de reacción química que cumpla los requisitos de tener una constante de equilibrio suficientemente alta para que pueda ser cuantitativa; es decir, que la parte de analito que quede en el equilibrio, sin reaccionar, sea despreciable y que sea suficientemente rápida. Otro aspecto importante de las valoraciones, es que es necesario disponer de algún sistema indicador que indique al analista que la reacción se ha completado.

## Introducción
Las determinaciones volumétricas, junto con los métodos gravimétricos, se encuentran entre los métodos clásicos de análisis. En esta técnica de análisis químico, un reactivo llamado “valorante” o “titulador”, de volumen y concentración conocida (una solución estándar o solución patrón) se utiliza para que reaccione con una solución del analito cuya  concentración se desea conocer. En el procedimiento habitual, el reactivo valorante se añade con una bureta graduada hasta alcanzar el punto final. El punto final es el volumen de reactivo añadido en el que se da por finalizada la valoración. Se determina mediante el uso de un indicador. Idealmente, debería ser el mismo volumen que el correspondiente al punto de equivalencia o punto teórico en el que se completa la reacción, aunque no siempre ocurre así, por lo que se produce una pequeña diferencia entre el punto de equivalencia y el punto final que se conoce con el nombre error en la valoración, o error de indicador. Así, por ejemplo, en la valoración clásica ácido fuerte-base fuerte, el punto de equivalencia de la valoración es el punto en el que el pH de la disolución resultante como consecuencia de la neutralización, es exactamente 7. Sin embargo, para detectar el punto final se utiliza un indicador de pH que hace que la solución cambie de color en las proximidades de ese pH, como por ejemplo, fenolftaleína. El cambio color de la fenolftaleína, de incoloro a rosado se produce cuando se ha sobrepasado el pH 8,2, por lo que es necesario rebasar en una o dos gotas el punto de equivalencia para saber que la reacción se ha completado.
Existen muchos tipos diferentes de valoraciones (ver más adelante) con sus métodos para determinar el punto final de la reacción. la forma más habitual es el empleo de indicadores visuales, basados en la aparición o desaparición de un color, cambios de color o la aparición o desaparición de turbidez. Por ejemplo, el indicador que se utiliza en la valoración por neutralización de ácido clorhídrico con hidróxido de sodio es la fenolftaleína, ya comentado anteriormente. Otro ejemplo de indicador, es el naranja de metilo, de color rojo en medio ácido y amarillo en disoluciones básicas. No todas las titulaciones requieren añadir un indicador. En algunos casos, o bien los reactivos o los productos son fuertemente coloreados y pueden servir como "indicador". Por ejemplo, una titulación o valoración redox que utiliza permanganato de potasio como disolución estándar (rosa/violeta) no requiere indicador porque sufre un cambio de color fácil de detectar pues queda incolora al reducirse el permanganato. Después del punto de equivalencia, hay un exceso de la disolución titulante (permanganato) y persiste un color rosado débil que no desaparece. Debido a la naturaleza logarítmica de la curva de valoración, las transiciones en el punto final son muy rápidas y una simple gota  gota de valorante puede provocar un cambio de color en el indicador.  Si se sospecha que el error del indicador puede ser significativo es aconsejable efectuar determinaciones en blanco con el indicador y restarle el resultado al volumen gastado en la valoración.

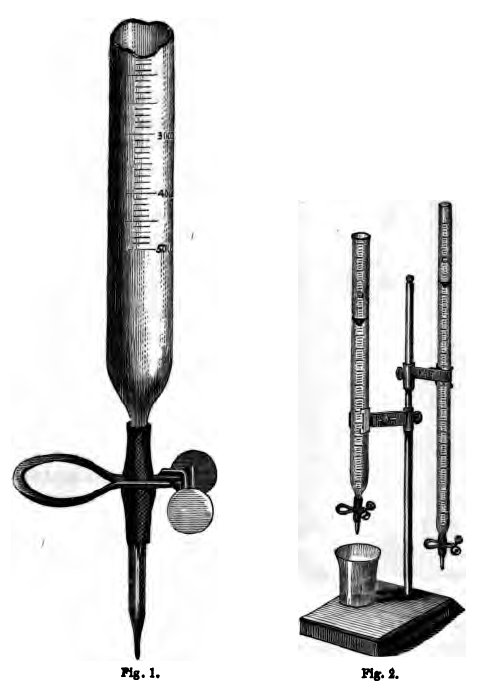
Bureta de Mohr

## Historia
Aunque hoy día la mayoría de los métodos de análisis químico están basados en técnicas instrumentales, en el siglo XIX el análisis volumétrico supuso una auténtica revolución en la química analítica, aunque hay que decir, que no siempre fue bien recibido por los químicos, que consideraban que el análisis gravimétrico  era el único método fiable. La principal fuerza impulsora detrás del desarrollo del análisis volumétrico y su establecimiento como técnica analítica, estuvo relacionada con la necesidad de la industria química emergente de disponer de métodos más rápidos y simples que los métodos gravimétricos para el control de calidad.
No es fácil identificar en qué momento de la historia empezaron a utilizarse el análisis volumétrico. Hay autores que consideran que uno de sus precursores fue Robert Boyle, que en sus escritos, hacia 1663, hace mención a los indicadores ácido-base, por lo que, dado que el establecimiento del punto final es una de las características vitales de la titulación, se sugiere utilizar esta fecha como punto de partida. Boyle utilizó jarabe de violetas, pero pronto se emplearon extractos de otras flores, verduras, bayas y maderas. Posteriormente, de una forma más clara y evidente, hay constancia de informes científicos publicados por Claude Joseph Geoffroy en 1729, en los que utiliza carbonato de potasio pulverizado para determinar la acidez de los vinagres. El punto final de la valoración lo establecía en el momento en que desaparecía la efervescencia. El empleo de disoluciones valorantes, en lugar de masa valorante, se atribuye al químico y fisiólogo escocés Francis Home, que en su libro Experiments on Bleaching, publicado en 1756, describe un método de valoración, o más correctamente, de la estimación de la potasa a partir de la reacción de disoluciones de ácido nítrico añadido con pequeñas cucharaditas de té hasta cese de efervescencia. Aunque el método hoy día no sería considerado muy convencional, hay que tener en cuenta que todavía no se había inventado la bureta o la pipeta, para la medida de volúmenes con mayor precisión. En 1791 François Antoine Henri Descroizilles desarrolló la primera bureta, con aspecto de un cilindro graduado, a la que denominó, primeramente, "Bethollimetro" (por Claude Louis Berthollet), ya que lo utilizaba para la determinación de cloro en disoluciones blanqueantes (lejía) y después, en otra publicación en 1806, "alcalímetro", pues la utilizó en el análisis de potasas. Años más tarde, Joseph Louis Gay-Lussac desarrolló una versión mejorada de la bureta que incluía un brazo lateral, y acuñó los términos "pipeta" y "bureta" en un artículo de 1824 que trataba sobre la estandarización de disoluciones de índigo. Un gran paso adelante en la metodología y popularización del análisis volumétrico se debe a Karl Friedrich Mohr, que rediseñó la bureta colocando un cierre con pinza y una cánula de vertido en el extremo inferior, y escribió el primer libro sobre su uso, con el título Lehrbuch der chemisch-analytischen Titrirmethode (Manual sobre métodos de titulación en Química Analítica), publicado en 1855.
Respecto al empleo de indicadores ácido-base, ya descritos por R. Boyle, la primera referencia que se tiene de su empleo como indicador del punto final, es una monografía sobre el análisis de potasas, publicada en 1767 por William Lewis ( (h.1708 – 1781), en la que Lewis sugiere el empleo de ciertas sustancias coloreadas procedentes de zumos vegetales, para determinar lo que él denominaba "punto de saturación" (punto final). Con el tiempo, el empleo de indicadores coloreados en el análisis volumétrico, especialmente en la determinación de ácidos y bases, se hizo cada vez más habitual, aumentando rápidamente, tanto en número como en aplicaciones, a partir de 1870, con el desarrollo de nuevos colorantes sintéticos.

## Preparación de una muestra para titulación o valoración
En una titulación o valoración, tanto la sustancia patrón como el analito deben estar en fase líquida (o en disolución). Si la muestra no es un líquido o una disolución, debe ser disuelta. Si el analito está muy concentrado en la muestra a analizar, suele diluirse. Aunque la amplia mayoría de las titulaciones se llevan a cabo en disolución acuosa, pueden usarse otros disolventes como ácido acético o etanol con igual finalidad, para determinados análisis. Una cantidad medida de muestra se coloca en un frasco donde se disuelve y se diluye si es necesario. El resultado matemático de la valoración puede calcularse directamente mediante la cantidad de valorante medida. Cuando la muestra ha sido disuelta o diluida previamente a la valoración, la cantidad de disolvente utilizado para disolver o diluir debe ser bien conocida (generalmente es un coeficiente entero) para poder considerarlo en el resultado matemático de la valoración de la muestra original. Muchas valoraciones requieren un cierto control del pH de la reacción. Para ello, se usan disoluciones amortiguadoras añadidas en el frasco de la disolución a analizar para mantener el pH de la solución. En otros casos se debe enmascarar un cierto ion: esto es necesario cuando hay dos reactivos en la muestra que pueden reaccionar con la sustancia patrón y solo queremos valorar uno de ellos, o bien cuando la reacción puede ser inhibida o alterada por la presencia de ese ion. Se procede añadiendo otra disolución a la muestra para enmascarar o secuestrar el ion no deseado, mediante la formación de un enlace débil con él o incluso formando una sustancia insoluble. Algunas reacciones redox pueden requerir calentar la disolución con la muestra y valorar mientras está todavía caliente (para incrementar la velocidad de reacción). Por ejemplo, la oxidación de ciertas soluciones de oxalato requiere calentar la solución hasta unos 60 grados centígrados para mantener una adecuada velocidad de reacción.

## Procedimiento
Una titulación o valoración comienza con un vaso de precipitados o matraz de Erlenmeyer conteniendo un volumen preciso del reactivo a analizar y una pequeña cantidad de indicador, colocado debajo de una bureta que contiene la disolución estándar. Controlando cuidadosamente la cantidad añadida, es posible detectar el punto en el que el indicador cambia de color. Si el indicador ha sido elegido correctamente, este debería ser también el punto de neutralización de los dos reactivos. Leyendo en la escala de la bureta sabremos con precisión el volumen de disolución añadida. Como la concentración de la disolución estándar y el volumen añadido son conocidos, podemos calcular el número de moles de esa sustancia (ya que {\displaystyle Molaridad=moles/volumen}). Luego, a partir de la ecuación química que representa el proceso que tiene lugar, podremos calcular el número de moles de la sustancia a analizar presentes en la muestra. Finalmente, dividiendo el número de moles de reactivo por su volumen, conoceremos la concentración buscada.

## Curvas de valoración

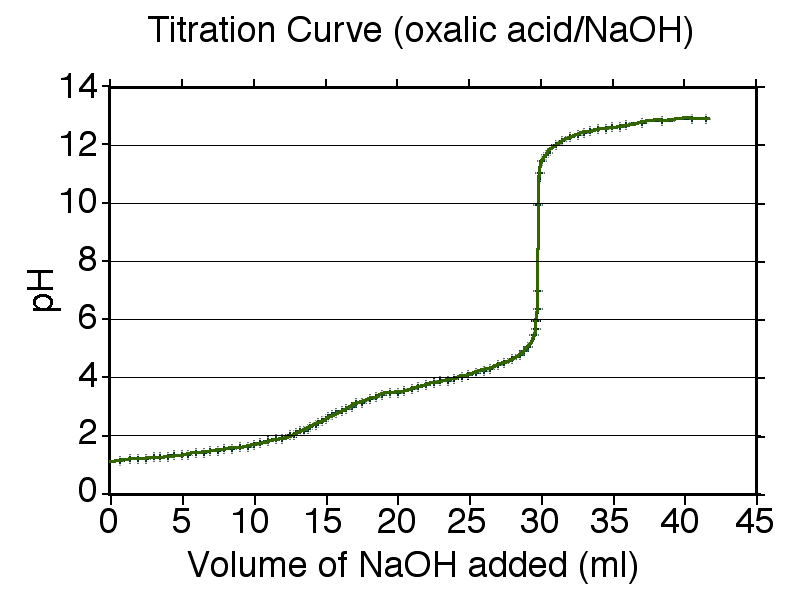
Una curva típica de valoración de un ácido diprótico, ácido oxálico, titulado con una base fuerte, hidróxido de sodio. Son visibles los dos puntos de equivalencia, a 15 y 30 mL

Las valoraciones se representan mediante curvas de valoración, en las que suele representarse como variable independiente el volumen añadido de disolución estándar, titulante o patrón, mientras la variable dependiente es la concentración del analito en la etapa correspondiente de valoración (en una valoración ácido-base es generalmente el pH de la disolución, que cambia según la composición de las dos disoluciones). En el caso de las valoraciones ácido-base, las curvas de valoración reflejan la fuerza del ácido y de la base correspondientes. Por ejemplo, en una valoración de ácido fuerte con una base débil, la curva de valoración será relativamente lisa, aunque muy escarpado para puntos cerca el punto de equivalencia de la valoración. En este caso, pequeños cambios en el volumen del valorante producen cambios grandes del pH cerca del punto de equivalencia. En este caso, una amplia gama de indicadores sería apropiada (por ejemplo el tornasol, la fenolftaleína o el azul de bromotimol). Por otro lado, si uno de los componentes de una valoración ácido-base es un ácido débil o una base débil, y el otro es un ácido fuerte o una base fuerte, la curva de valoración es claramente irregular cerca del punto de equivalencia (y el pH no cambia "tanto" con la adición de pequeños volúmenes de valorante). Como ejemplo, la curva de valoración del ácido oxálico (un ácido débil) con hidróxido de sodio (una base fuerte) se ha representado en la imagen anterior. Aquí, el punto de equivalencia ocurre a un pH entre 8 y 10, y así el analito es básico en el punto de equivalencia (con más precisión, el ion hidróxido experimenta una reacción de hidrólisis en el agua produciendo iones hidróxido). Un indicador como la fenolftaleína sería apropiado para esta valoración en particular. La curva de valoración correspondiente a una valoración de una base débil con un ácido fuerte se comporta de modo análogo, obteniéndose una disolución ácida en el punto de equivalencia. En este caso, indicadores como el naranja de metilo o el azul de bromotimol se utilizan habitualmente. Por otro lado, las valoraciones ácido-base en las que los componentes son una base y un ácido débil, son de naturaleza bastante irregular. Debido a la naturaleza de tales valoraciones, no hay ningún indicador químico apropiado, y por ello a menudo se utiliza el pHmetro.

## Tipos de valoraciones
Las valoraciones se clasifican por el tipo de objeto a analizar:
- Valoraciones ácido-base: basadas en la reacción de neutralización entre el analito y una disolución de ácido o base que sirve de referencia.  Para determinar el punto final, usan un indicador de pH, un pH-metro, o un medidor de conductancia.
- Valoraciones redox: basadas en la reacción de oxidación-reducción o reacción redox entre el analito y una disolución de oxidante o reductor que sirve de referencia. Para determinar el punto final, usan un potenciómetro o un indicador redox aunque a veces o bien la sustancia a analizar o la disolución estándar de referencia tienen un color suficientemente intenso para que no sea necesario un indicador adicional.
- Valoraciones de formación de complejos o complexometrías: basadas en la reacción de formación de un complejo entre el analito y la sustancia valorante. El agente quelante EDTA es muy usado para titular iones metálicos en disolución. Estas valoraciones generalmente requieren indicadores especializados que forman complejos más débiles con el analito. Un ejemplo es Negro de eriocromo T para valoración de iones calcio,  magnesio o cobre (II).
- Valoraciones de precipitación: Se basan en reacciones de precipitación. Desempeñan un papel importante en la química analítica, ya que se utilizan principalmente para la determinación de haluros ( F-, Cl-, Br-, I-)  con soluciones patrón de nitrato de plata (argentometría) o para la determinación de iones de plata con una solución patrón de haluro o tiocianato.[11] El hecho de que no siempre se dispone de sistemas indicadores del punto final de la valoración, unido a la baja velocidad a la que se forman muchos precipitados, hace que el número de titulaciones por precipitación que se puedan utilizar en la práctica, sea bastante limitado[12]

```
   NaX
(ac)
 +  AgNO
3(ac)
  → AgX
(s)
 + NaNO
3(ac)
    donde     X = F
-
, Cl
-
, Br
-
, I
-
, SCN
-
```

### Valoración ácido-base
| Indicador             | Color en medio ácido | Rango de cambio de color | Color en medio básico |
| --------------------- | -------------------- | ------------------------ | --------------------- |
| Violeta de metilo     | Amarillo             | 0.0 - 1.6                | Violeta               |
| Azul de bromofenol    | Amarillo             | 3.0 - 4.6                | Azul                  |
| Naranja de metilo     | Rojo                 | 3.1 - 4.4                | Amarillo              |
| Rojo de metilo        | Rojo                 | 4.4 - 6.2                | Amarillo              |
| Tornasol              | Rojo                 | 5.0 - 8.0                | Azul                  |
| Azul de bromotimol    | Amarillo             | 6.0 - 7.6                | Azul                  |
| Fenolftaleína         | Incolora             | 8.3 - 10.0               | Rosa                  |
| Amarillo de alizarina | Amarillo             | 10.1 - 12.0              | Rojo                  |

Estas valoraciones están basadas en la reacción de neutralización que ocurre entre un ácido y una base, cuando se mezclan en solución. La solución valorante, ya sea  un ácido (o una base), se añade a una bureta, previamente lavada con el mismo ácido (o base).  El  analito, o muestra, con comportamiento ácido o básico, se añade, disuelto en un disolvente adecuado, a un matraz Erlenmeyer. En las normalizaciones, la solución en el matraz, generalmente, es una solución de referencia; cuya concentración es exactamente conocida, y la solución en la bureta es el patrón secundario, cuyo título o concentración debe ser determinada por  el procedimiento de titulación. El indicador usado en una valoración ácido-base, a menudo, depende de la naturaleza de los componentes, como se ha descrito en la sección anterior. Los indicadores más comunes, sus colores y el rango de pH en el que ocurre el cambio de color (vire), se muestran en la tabla anterior. Cuando se requieren resultados más exactos o cuando los analitos son ácidos o bases débiles, se realiza una valoración potenciométrica, utilizando un pHmetro y un electrodo combinado de vidrio.

### Valoración redox (Oxido-Reducción)
Estas valoraciones están basadas en una reacción de redox entre un agente oxidante y un agente reductor. El agente oxidante (o el agente reductor) se añade en la bureta previamente lavada con el mismo agente oxidante. El reductor (o el agente oxidante) se añade en el matraz erlenmeyer, previamente lavado con agua destilada. Como en una valoración ácido-base, la solución estándar es la que se coloca a menudo en la bureta, y la solución cuya concentración debe ser determinada se coloca en el matraz. El procedimiento para realizar las valoraciones redox es similar al requerido para realizar las valoraciones ácido-base.
La mayoría de las veces se utiliza un el potenciómetro o un indicador redox para determinar el punto final de la valoración. Por ejemplo, cuando uno de los componentes de la valoración es el agente oxidante dicromato de potasio, el cambio de color de la solución de naranja a verde no es definido y se utiliza un indicador como la difenilamina. El análisis de vinos para determinar su contenido de dióxido de azufre requiere el empleo de yodo como un agente oxidante. En este caso, se utiliza almidón como indicador; un complejo de almidón-yodo azul se forma en el momento en que un exceso de yodo está presente, señalando así el punto final de la valoración.
Por otro lado, algunas valoraciones redox no requieren un indicador, debido al color intenso de alguno de los componentes. Por ejemplo, en una valoración donde está presente el agente oxidante permanganato de potasio, un color rosado que persiste señala el punto final de la valoración, y por lo tanto no se requiere ningún indicador particular.

### Valoración complexométrica
Estas valoraciones están basadas en la formación de un complejo entre el analito y el valorante. El agente quelante EDTA se utiliza muy frecuentemente para valorar iones metálicos en solución. Estas valoraciones generalmente requieren un indicador especializado que forma complejos más débiles con el analito. Un ejemplo común es el Negro de Eriocromo T para la valoración de los iones de calcio  y magnesio.

### Valoración de potencial Zeta
Estas valoraciones son características de sistemas heterogéneos, como los coloides. El potencial Zeta juega el papel de indicador. Uno de los objetivos es la determinación del punto isoeléctrico cuando la carga superficial se hace 0. Esto se puede alcanzar cambiando el pH o añadiendo surfactante. Otro objetivo es la determinación de la dosis óptima de sustancia química para la  floculación o la estabilización.

## Determinación del punto final de una valoración
Hay diferentes métodos para determinar el punto final o punto de equivalencia:
- Indicadores: Son sustancias que cambian de color en respuesta a un cambio químico.
  1. Indicador de pH o indicador ácido-base: Un indicador ácido-base (como la fenolftaleína) cambia de color dependiendo del pH del medio.
  2. Indicador Redox. Una gota de disolución de indicador es añadida al principio de la titulación o valoración; cuando el color cambia, se ha alcanzado el punto final.Potenciómetro y dosificador de la marca Metrohm.

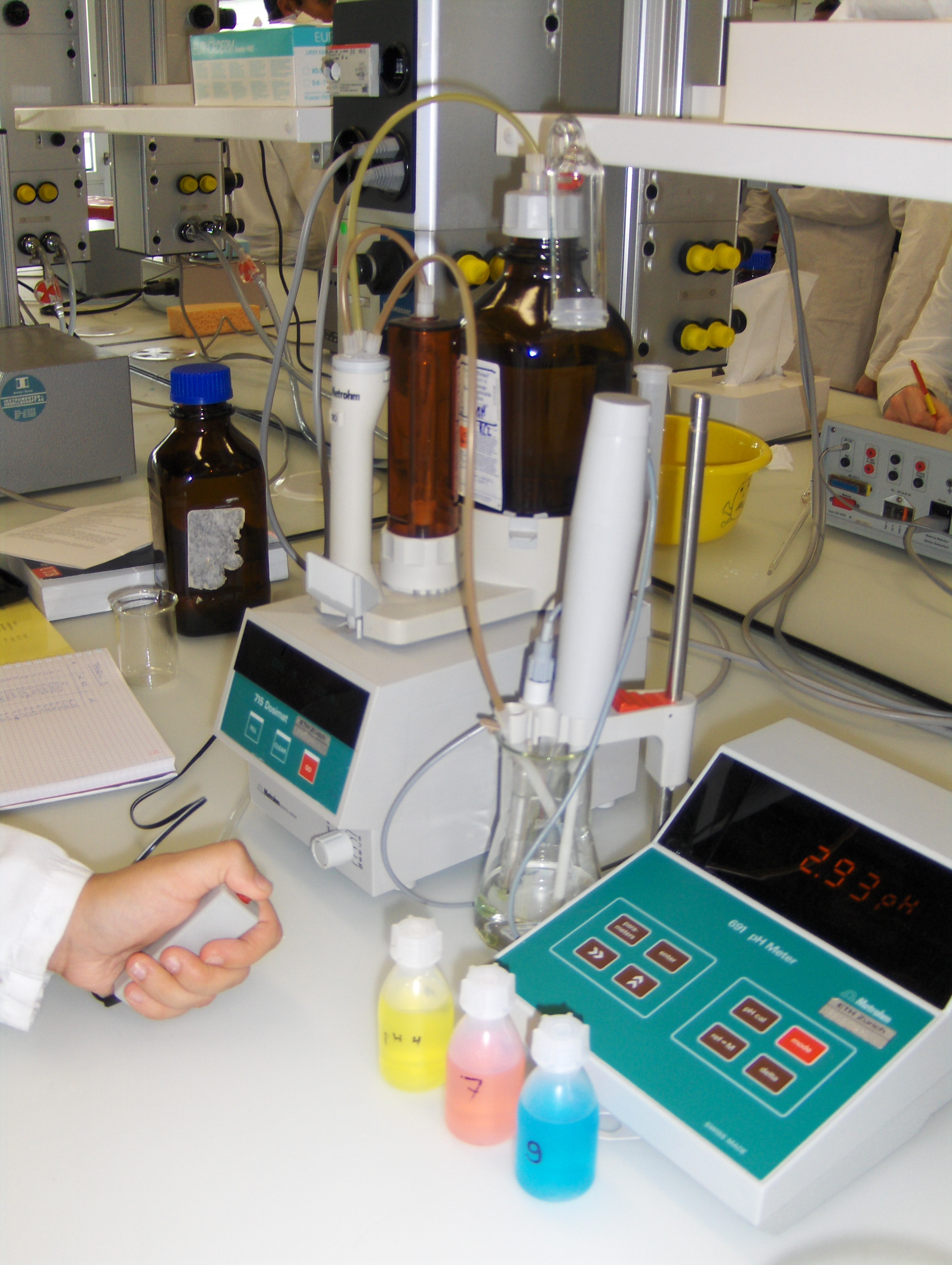
Potenciómetro y dosificador de la marca Metrohm.

- Potenciómetro (a veces milivoltímetro): Son instrumentos que miden el potencial de electrodo de la disolución. Se usan para valoraciones redox; el potencial del electrodo de trabajo cambiará bruscamente en el punto final.
- Medidor de pH o pH-metros: Son potenciómetros que usan un electrodo cuyo potencial depende de la cantidad de ion H+ presente en la disolución. Es un ejemplo de un electrodo de ion selectivo que permite medir el pH de la disolución a lo largo de la valoración. En el punto final, cambiará bruscamente el pH medido. Puede ser un método más preciso que el uso de indicadores, y es fácil de automatizar.
- Conductancia: La conductividad de una disolución depende de los iones presentes en ella. Durante muchas titulaciones, la conductividad cambia de modo significativo. Por ejemplo, durante una valoración ácido-base, los iones H+ y OH- formando agua neutra, H2O. Esto cambia la conductividad de la disolución. La conductancia total de la disolución depende también de los otros iones presentes en la disolución (como los contraiones). No todos ellos contribuyen de igual manera a la conductividad que también dependerá de la movilidad de cada ion y de la concentración total de iones (fuerza iónica). Luego, predecir el cambio en la conductividad es más difícil que medirla.
- Cambio de color: En algunas reacciones, la disolución cambia de color sin presencia de indicador. Es frecuente en valoraciones redox, por ejemplo, cuando los diferentes estados de oxidación de productos y reactivos poseen diferentes colores.Detección del punto final por cambio de color del indicador
- Precipitación: Si se forma un sólido en la reacción, y luego precipita. Un ejemplo es la reacción entre Ag+ y Cl- que forma una sal muy insoluble, AgCl. Esto dificulta determinar con precisión el punto final. Por ello, a veces se prefiere hacer una titulación inversa.
- Una valoración calorimétrica o titulación isotérmica usa el calor producido o consumido en la reacción para determinar el punto final. Es un método importante en bioquímica, como en la determinación de qué substratos se enlazan a las enzimas.
- Titulación termométrica es una técnica muy versátil. Se diferencia de la anterior por el hecho de que no se determina un aumento o caída de temperatura como indicativo del punto final, sino que se mide la velocidad de cambio de la temperatura.
- Espectroscopía: Puede usarse para medir la absorción de luz por la disolución durante la valoración, y si el espectro del reactivo, sustancia patrón o producto es conocido, podría medirse su evolución con cantidades bastante pequeñas que permitirían conocer el punto final.
- Amperometría o valoración amperométrica: Se usa como técnica de detección analizando la corriente eléctrica debida a la oxidación o reducción de los reactivos o productos en un electrodo de trabajo que dependerá de la concentración de las especies en disolución. El punto final se detecta por un cambio en la corriente. Este método es el más útil cuando hay que reducir un exceso de la sustancia valorante (valoración por retroceso), como es el caso de la valoración de haluros con Ag+.

## Técnicas de valoración
Existen diferentes formas de proceder para llevar a cabo una valoración:

### Valoración directa
Es el procedimiento más simple y consiste en añadir la disolución patrón del reactivo valorante directamente sobre la disolución del analito que está siendo valorado hasta que se produce el cambio de color de la valoración, tal y como se ha explicado anteriormente en "Procedimiento". Esta técnica de valoración es la más común y se utiliza cuando se dispone de indicadores adecuados y la termodinámica de la reacción implicada en la valoración es muy favorable, es decir; constante de equilibrio y velocidad de reacción suficientemente altas.

### Valoración por retroceso
Cuando no se dan las condiciones anteriores, bien por que la reacción es lenta, poco desplazada hacia la formación del producto o no existe un indicador adecuado, se suele recurrir a lo que se denomina valoración por retroceso. Consiste en añadir un exceso medido del reactivo patrón que reacciona con el analito. Como el patrón está en exceso, se sobrepasará la cantidad equivalente, valorándose este exceso con otro reactivo patrón. El cálculo de la cantidad de analito se hace teniendo en cuenta los moles de reactivo patrón añadidos inicialmente a los que habrá que restar los moles del exceso, que se calculan a partir del volumen y concentración del segundo reactivo valorante.

### Valoración por desplazamiento
Se utiliza algunas veces en complexometrías con EDTA en que se pretende valorar algún ion  metálico para el que no existe indicador adecuado. El procedimiento consiste en añadir una disolución patrón y en exceso de algún complejo metálico del EDTA (por ejemplo Mg(EDTA)2-) que tenga una constante de equilibrio menor, de forma que el ion metálico a determinar desplaza al ion Mg2+ del complejo añadido, liberando una cantidad equivalente de Mg2+, mucho más fácil de valorar con una disolución patrón de EDTA.

### Valoración indirecta
En este caso, no se valora el analito, sino una sustancia producida por el analito mediante una reacción previa con alguna sustancia que se añade en exceso a la disolución que va a ser valorada. Esta reacción debe ser perfectamente conocida, en cuanto a su estequiometria se refiere y los productos de reacción o el exceso de reactivo no pueden interferir en la valoración, o si interfieren, que puedan ser aislados o bloqueados, por ejemplo, mediante formación de un precipitado o de un complejo muy estable.

## Algunos usos particulares
- La valoración de  biocombustible es el acto de determinar la acidez de una muestra de combustible de origen vegetal mediante la adición de una base a la muestra mientras se comprueba con papel indicador que el pH final es 7. Sabiendo cuánta base neutraliza una cantidad de biocombustible, conoceremos cuanta base en total añadiremos al lote completo.
- La valoración en petroquímica o en la industria alimentaria se usa para definir las propiedades de aceites, grasas y substancias similares.[13]

### Algunas valoraciones aplicables a lípidos
- Número ácido: Determina el nivel de ácidos grasos libres presentes en un biocombustible. El número ácido total es la cantidad de base, expresada en miligramos de hidróxido de potasio que se requiere para neutralizar todos los componentes acídicos presentes en un gramo de muestra.
- Grado de acidez: Se realiza una titulación ácido-base con indicador de cambio de color para determinar el contenido de ácido graso libre en una muestra y comprobar así su acidez.
- Número de iodo o Índice de yodo: Es una medida del grado de insaturación de los componentes de una grasa. Será tanto mayor cuanto mayor sea el número de dobles enlaces C=C por unidad de grasa, utilizándose por ello para comprobar la pureza y la identidad de las grasas. Es la cantidad (gramos) de yodo absorbidos por 100 gramos de grasa. El número de yodo oscila entre 0 (ácidos grasos saturados) a 350. Una valoración redox con cambio de color permite indicar la cantidad de ácido graso insaturado libre en una muestra.[14]

- Número de saponificación: La saponificación consiste en una hidrólisis alcalina de una muestra grasa (con KOH o NaOH). Los lípidos derivados de ácidos grasos (ácidos monocarboxílicos de cadena larga) dan lugar a sales alcalinas (jabones) y alcohol, que son fácilmente extraíbles en medio acuoso. El número de saponificación no es más que los miligramos de KOH necesarios para saponificar 1 gramo de materia grasa. Esta prueba es otra prueba cualitativa que podemos aplicar a los lípidos. Esta nos permite ver si el tipo de lípido es saponificable o no. Se realiza una valoración ácido-base por retroceso con indicador de cambio de color o valoración potenciométrica para obtener una idea de la longitud media de la cadena de ácidos grasos en una grasa.

- Índice de peróxidos: La determinación es llevada a cabo agregando yoduro de potasio a una muestra de aceite o grasa, el yoduro de potasio va a reaccionar con las grasa oxidadas más específicamente grupos peróxidos formados en las grasa, formando óxidos de potasio, grasa hidroxilada y yodo libre, el cual mediante la adición de almidón da un tono azulado, posteriormente se titula con tiosulfato de sodio hasta obtener un tono blanco. se toma el volumen y se determina en meqO2 por kg de muestra.